# Eolinus succineus
Eolinus succineus är en spindelart som beskrevs av Alexander Petrunkevitch 1942. Eolinus succineus ingår i släktet Eolinus och familjen hoppspindlar. Inga underarter finns listade i Catalogue of Life.